# NeonLetters
NeonLetters was een satirisch televisieprogramma, dat gezien kon worden als de officieuze opvolger van het programma Draadstaal. De eerste aflevering werd op 10 september 2010 door de AVRO op Nederland 3 uitgezonden. Het programma werd gemaakt door het cabaretduo Jeroen van Koningsbrugge en Dennis van de Ven, die tevens de meeste personages speelden. Op 10 januari 2013 werd bekendgemaakt dat de stekker uit het programma werd getrokken.

## Ontstaan
Van 14 september 2007 tot 22 november 2009 maakten Van Koningsbrugge en Van de Ven bij de VPRO het satirische programma Draadstaal, dat geproduceerd werd door CCCP. In 2010 wilden Van Koningsbrugge en Van de Ven overstappen van CCCP naar Talpa om het programma te produceren, maar Van de Ven stond onder exclusief contract bij CCCP. Van Koningsbrugge sloot per seizoen van Draadstaal een contract met CCCP. Het contract van Van de Ven moest bij een overstap daarom opengebroken worden, waardoor de twee partijen naar de rechter stapten. De rechter oordeelde, dat een doorstart van het programma door kon gaan als er € 50.000 schadevergoeding betaald werd (wat uiteindelijk betaald is door Van de Ven). Het nieuwe programma kreeg de naam NeonLetters en verhuisde van de VPRO naar de AVRO, omdat de VPRO volgens Van Koningbrugge niet met Talpa wilde samenwerken. De typetjes uit Draadstaal bleken het intellectueel eigendom van CCCP en konden daarom niet mee naar NeonLetters. Hierdoor ontstond een conflict tussen Van Koningsbrugge, Van De Ven, Talpa en CCCP, die het niet eens konden worden over de voorwaarden waaronder de typetjes toch gebruikt konden worden.

## Conflict over Draadstaal-typetjes
In de eerste aflevering van seizoen 2 waren Fred en Ria en Joop en Leon uit Draadstaal dan toch in NeonLetters te zien, omdat Van Koningsbrugge en Van de Ven van mening waren, dat deze typetjes hun intellectueel eigendom zijn. Het productiebedrijf CCCP was hier niet blij mee en spande een kort geding aan, dat plaatsvond op 23 september 2011. De rechter stelde CCCP in het gelijk, waardoor Van Koningsbrugge en Van de Ven de typetjes per direct niet meer mogen gebruiken in NeonLetters. In een daaropvolgend gesprek in De Wereld Draait Door op 26 september 2011 werd overeengekomen, dat de typetjes toch gebruikt mogen worden tegen een eenmalige vergoeding van € 40.000 aan het Wereld Natuur Fonds. Nog diezelfde aflevering werd dit veranderd in € 40.000 per seizoen, wat echter verkeerd begrepen zal zijn door Talpa, omdat de woordvoerder van Talpa akkoord ging met de eenmalige € 40.000. Van Koningsbrugge meldde daarna via Twitter dat CCCP akkoord was gegaan, maar het bedrijf bracht daarna een persbericht uit dat de deal toch niet rond was. CCCP kwam op 28 september 2011 met een nieuw aanbod met ditmaal een claim van € 25.000 per seizoen, maar hier is John de Mol niet mee akkoord gegaan.
Het conflict werd geridiculiseerd in Koefnoen. MC T-Lex vroeg aan het einde van zijn Rapservice van 1 oktober of Paul en Owen met hem in een aflevering van De Wereld Draait Door kunnen onderhandelen over een vergoeding voor de Rapservice. Ook wordt het conflict besproken in een aflevering van Dit was het nieuws, waarin Raoul Heertje stelt dat het tweetal gewoon pech heeft en nieuwe typetjes moet bedenken. Hij bedenkt er in de aflevering een paar, één daarvan wordt door Thomas Acda "gekocht". Jeroen en Dennis zelf dreven de spot met het conflict door in een aflevering van NeonLetters Suske en Wiske te spelen, waarbij de vraag centraal stond of dat wel mocht. Tijdens het Televizierring Gala 2011 noemden Mandy en Lisa Ben Saunders een typetje, maar omdat hij van John de Mol is, eentje waar zij wel mee mogen spelen.
Er werd een afkoelperiode ingesteld, zodat er later nogmaals over de typetjes onderhandeld kon worden. In de tussentijd mochten de betreffende typetjes niet worden uitgezonden in NeonLetters of andere programma's. Toen op 19 maart 2012 het derde seizoen van de serie begon, waren wederom geen typetjes uit Draadstaal te zien. Vijf jaar later bleek het conflict verholpen te zijn, waardoor Draadstaal terug kon keren op televisie.

## Opzet
In seizoen 1 speelde iedere aflevering zich af op één centrale locatie. De meeste sketches werden gespeeld in of rond deze locatie. Vanaf seizoen 2 is dit niet meer het geval en is de opzet weer een opsomming van satirische sketches, maar wel met een thema in elke aflevering. In seizoen 3, bestaande uit 10 afleveringen, staat elke aflevering een van de 10 geboden centraal.

## Einde
Het programma eindigde na het derde seizoen. Het duo ging nog wel verder in hun bandformatie Jurk!, waarmee zij ook een satirisch programma zouden maken. Dit programma, getiteld Zaterdagavondjurk!, werd in de zomer van 2013 uitgezonden bij RTL 4. Enkele typetjes uit NeonLetters waren ook in dit programma te zien.

## Typetjes
Mandy en Lisa (seizoen 1-3)Twee meiden uit Rotterdam, die constant hun lippen glossen. Ze gebruiken in hun spraak in elke zin het werkwoord lopen. In het eerste seizoen hadden ze iedere aflevering weer een andere baan om genoeg geld te hebben om lipgloss te kunnen kopen. In het tweede seizoen bespreken ze de actualiteit, zonder noemenswaardige achtergrond. Mandy en Lisa zijn ook vaak buiten NeonLetters te zien. Zo telden ze voor het Gouden Televizierring Gala 2011 af naar het tv-fragment van het jaar en tijdens de clubtournee van Jurk! kondigden ze de voorprogramma's aan. In een aantal voorprogramma's traden ze daarnaast op als achtergrondzangeressen.
De bloemisten (seizoen 1-3)Een homokoppel, bestaande uit Nico en Henk, die de actualiteiten bespreken. De één lacht telkens om de homogetinte grap van de ander.
Theo Wiggers (seizoen 1-3)Theo Wiggers is een culinair recensent met een dikke buik. Hij houdt van geen enkele soort van beweging, tenzij het iets met eten te maken heeft. Hij draagt altijd zijn grote ronde bril en hoed. Hij wordt beschreven als 'Smakeloze man'.
Meneer Bakels (seizoen 1-2)Een man, die altijd in de camera een sentimenteel verhaal vertelt over zijn moeder. Over het draadjesvlees dat zijn moeder maakte, of over zijn verjaardag. Hij eindigt zijn monoloog altijd in tranen.
Dr. Lul (seizoen 2-3)Dr. Lul is een parodie op Dr. Phil. In tegenstelling tot Dr. Phil zoekt hij niet naar oplossingen en breekt relaties liever af. Op smoesjes van zijn gasten reageert hij altijd met: Onzin, lulkoek, bullshit!. Hij sloot in seizoen 2 altijd af met het lied: Ik ben Dr. Lul. In seizoen 3 ontvangt Dr. Lul bekende Nederlanders onder andere Patty Brard, Jan Mulder, Najib Amhali, Barry Atsma, Giel Beelen, René Mioch en Theo Maassen zaten in het programma.
De weerman (seizoen 2-3)De weerman is presentator van het weerbericht na het nieuws, dat gepresenteerd wordt door Simone. Voor hij met het weer begint, vraagt hij altijd of je kunt zien dat hij geplast heeft. Presenteren is niet zijn sterkste kant, zijn weerberichten zijn onzin en hij weidt vaak uit over andere dingen. Aan het eind van zijn weerbericht laat hij altijd kijkersfoto's van het weer zien. Meestal worden deze door Gerben ingestuurd. Ten behoeve van zijn internationale doorbraak, wil de weerman zich nog weleens presteren als The Againman. Daartoe heeft hij ook een eigen twitteraccount.
Jos en Marleen (seizoen 1)Een stel, waarbij de vrouw een permanent zenuwachtige indruk maakt. Ze vraagt telkens aan Jos of 'ze' het zo wel goed doen. Vervolgens wordt de vrouw belachelijk gemaakt door een omstander en neigt Jos de kant van de omstander te kiezen, waarna hij door Marleen telkens met een paar slagen terechtgewezen wordt.
Manfred & Remco (seizoen 1)Twee collega's, die steeds bij de vrouwen rondhangen. Remco is veel welbespraakter dan Manfred, die veel weg heeft van een nerd. Manfred wordt door Remco steeds Marnix genoemd.
TBS6 (seizoen 1)TBS6 is een fictieve zender voor tbs'ers, die een tweede kans krijgen door middel van een eigen programma. Zo zenden ze onder andere 'Koken met Carlo', over een tbs'er die twee mensen vermoord had met messteken en 'Knutselen met Klaas', dat gaat over een pedofiel, uit. De zender is een parodie op zender SBS6 en hun programma Peter R. de Vries, misdaadverslaggever, omdat de presentator van de zender "Renzo S. de Beus" heet en lijkt op Peter R. de Vries. Deze presentator komt telkens met een wijsheid van zijn vader of opa, die net als de tbs'ers een ernstig delict heeft gepleegd.
Nikker Simon (seizoen 1)Een zingende neger uit Volendam. Hij wordt gepusht door een op geld beluste manager, genaamd Harold Aantjes van Music Interest BV. Zijn vriendin Neeltje helpt hem om te ontsnappen aan deze geldwolf. Hoewel er geen sketches met hem werden uitgezonden in seizoen 2, was hij toch bijna het hele seizoen te zien als graffiti op een muur in de leader, samen met Harold Aantjes. Zij vervingen Fred en Ria, na het conflict met CCCP. De man in de scène waarin hij de geboorte van zijn dochter Party Tijmen komt aangeven, gebruikt een paspoort om zich te identificeren. Uit de bloopers blijkt dat dit het paspoort van Nikker Simon is.
Harold Aantjes (seizoen 1 en 3)Een op geld beluste artiestenmanager die zich totaal niet interesseert voor het welzijn, de wensen of de talenten van de artiesten, waar ze alleen maar geld aan wil verdienen. Gedurende seizoen 1 is hij de manager van Nikker Simon, die voor hem op de vlucht slaat. Harold Aantjes keert in seizoen 3 tweemaal terug als de manager van een andere artiest genaamd Rinus.
Mello en Stef van Ko (seizoen 2)Twee boerenjongens, die graag bekende zangers willen worden en daarom meedoen met The voice of Holland. Ze zijn tevens op zoek naar hun echte biologische vader, die achter in een hoekje zit en telkens roept: Ik ben jullie biologische vader!, maar Mello en Stef negeren dat. Na de ontvoering van juryleden Nick & Simon wordt het tweetal gearresteerd.
RBL Broznovo (seizoen 2)Een Russische parodie op het programma RTL Boulevard, waarin Lieke van Lexmond en Gordon Heuckeroth een gastrol hebben vertolkt.
Het Blote Oog (seizoen 2)Een praatprogramma met verschillende personen. De presentator wordt altijd onderbroken door de bumper als hij aan het spreken is.
Brakema College (seizoen 2)Een soap over de leraren van het Brakema College. Een scène wordt (volgens de voice-over) geïmproviseerd aan de hand van een suggestie van de kijker op de website van het programma.
De Klaksis (seizoen 2-3)Twee aliëns die contact opnemen met de aardbewoners, maar vinden dat zij er nog niet klaar voor zijn. De Klaksis geven de aardbewoners elke keer een onzinnige en onrealistische oplossing voor de wereldproblemen, gebruikelijk om iedereen van boven de 15 de zee in te laten lopen.
Jo Jo Joseph (seizoen 3)Jo Jo Joseph is de presentator van een kinderprogramma dat kinderen bewust moet maken van de problemen van tegenwoordig. De oplossingen zijn echter niet al te best meestal...

## Locaties
In elke aflevering van seizoen 1 stond een locatie centraal. Dat zijn de volgende locaties:
- Aflevering 1: Restaurant: 'In den Zwarten Baard'
- Aflevering 2: Crematorium: 'De Laatste Beloning'
- Aflevering 3: Taxicentrale: 'Vito'
- Aflevering 4: Seksclub: 'Le Peignoir'
- Aflevering 5: Supermarkt: 'GIGA food'
- Aflevering 6: Tennisbaan: 'Fair Game Lover'
- Aflevering 7: Hotel: 'The Golden Sleep-Inn'
- Aflevering 8: Studio 888: 'Vecht en de Jager'
- Aflevering 9: Dancing: 'Москва Theatre'
- Aflevering 10: Boekhandel: 'Lars ter Meer'

Vanaf seizoen 2 heeft NeonLetters het Draadstaal-principe weer opgepakt. Dit is een opsomming van verschillende sketches, maar wel met een thema in elke aflevering.